# Wadi al-Dżauz
Wadi al-Dżauz (arab. وادي الجوز; hebr. ואדי אל-ג'וז) – osiedle mieszkaniowe w Jerozolimie w Izraelu, znajdujące się na terenie Wschodniej Jerozolimy.

## Położenie
Osiedle leży we wschodniej części miasta, w północnej części Doliny Cedronu. Na północy znajduje się góry Skopus, na północnym zachodzie jest osiedle Asz-Szajch Dżarrah, na zachodzie osiedle Ha-Moszawa ha-Amerika’it, na południu osiedle Bab az-Zahira, a na południowym wschodzie osiedle At-Tur.

## Historia
Osiedle zostało założone pod koniec XIX wieku przez kilka bogatych arabskich rodzin, które wybudowały w tej okolicy domy letnie. Na początku XX wieku założono tutaj skład paliw i centrum dystrybucji.
Na początku wojny o niepodległość w dniu 14 maja 1948 osiedle znalazło się na linii frontu. Ostatecznie 17 maja osiedle znalazło się pod kontrolą jordańskiego Legionu Arabskiego, który zaangażował się w bitwę o Jerozolimę. Po wojnie osiedle znalazło się na terytorium okupowanym przez Transjordanię. Podczas wojny sześciodniowej w 1967 osiedle zostało zajęte przez wojska izraelskie.